# RENFE AVE S 104
S 104 - швидкісний поїзд розроблений компанією Alstom і CAF спеціально для Іспанії. Поїзди, на середні відстані, експлуатує компанія AVE якою керує державна залізнична компанія RENFE. 